# Stawy Grojeckie
Stawy Grojeckie – przysiółek wsi Grojec w Polsce położonej w województwie małopolskim, w powiecie oświęcimskim, w gminie Oświęcim. 
1 stycznia 2016 Stawy Grojeckie stały się sołectwem Stawy Grojeckie. W skład sołectwa wchodzi także przysiółek Adolfin (obecnie gospodarstwo rybne), którego nazwa pochodzi od imienia gospodarza folwarku – hr. Adolfa Bobrowskiego, syna Jana Kantego Bobrowskiego i Magdaleny ze Skrzyńskich.
W latach 1975–1998 miejscowość należała administracyjnie do województwa bielskiego.